# Cnidoscolus hamosus
Cnidoscolus hamosus är en törelväxtart som beskrevs av Johann Baptist Emanuel Pohl. Cnidoscolus hamosus ingår i släktet Cnidoscolus och familjen törelväxter. Inga underarter finns listade i Catalogue of Life.